# Terrence Jones (futbolista)
Terrence Jones (Christiansted, Islas Vírgenes Estadounidenses, 13 de abril de 1968) es un exfutbolista y entrenador de fútbol de las Islas Vírgenes Estadounidenses que jugaba en la posición de guardameta. Actualmente es el entrenador de Islas Vírgenes Estadounidenses.

## Carrera

### Club
| Periodo   | Club           |
| --------- | -------------- |
| 2001-2007 | Positive Vibes |
| 2007-2011 | Rovers FC      |

### Selección nacional
Jugó para Islas Vírgenes Estadounidenses en 12 ocasiones de 2001 a 2011.

### Entrenador
| Periodo   | Club                                            |
| --------- | ----------------------------------------------- |
| 2011-2014 | New Vibes                                       |
| 2011      | Islas Vírgenes de los Estados Unidos (interino) |
| 2024-     | Islas Vírgenes de los Estados Unidos            |

## Logros
- Campeonato de fútbol de las Islas Vírgenes Estadounidenses (1): 2004/05
- Liga de Saint Thomas (3): 2004/05, 2005/06, 2006/07